# Anti-Nefi-Lehité
Anti-Nefi-Lehité je jméno, které bylo dáno skupině Lamanitů v Knize Mormonově, americkém náboženském díle. Panují pochyby o tom, zda se jedná o historické osoby.
Anti-Nefi-Lehité byli skupinou Lamanitů, kteří byli obráceni Ammonem a dalšími syny Mosiášovými. Po svém obrácení byli tito lidé nazýváni lid Ammonův a sídlili v zemi Jeršon.
Anti-Nefi-Lehité vystupují v Knize Alma. Jednou z nejdůležitějších scén v Knize Mormonově o Anti-Nefi-Lehitech je pravděpodobne kapitola 24 Knihy Alma, kde odmítli pozvednout meč proti lidem, kteří na ně útočili, a raději se nechali zabíjet.